# Marcelo Cabral
Marcelo Cabral (Maceió, 30 de janeiro de 1978) é um compositor, produtor musical e jornalista brasileiro.
Seu disco Motor foi considerado um dos 25 melhores álbuns brasileiros do primeiro semestre de 2018 pela Associação Paulista de Críticos de Arte.

## Discografia
- Marcelo Cabral e Trio Coisa Linda (2005)
- Da Vida e do Mundo (2009)
- Rochedo de Penedo (2010)
- MC+20 (2013)